# Milaim Rama
Milaim Rama (Vitina, 29 febbraio 1976) è un ex calciatore svizzero, di ruolo attaccante.